# Mine de Geita
 (mars 2025).

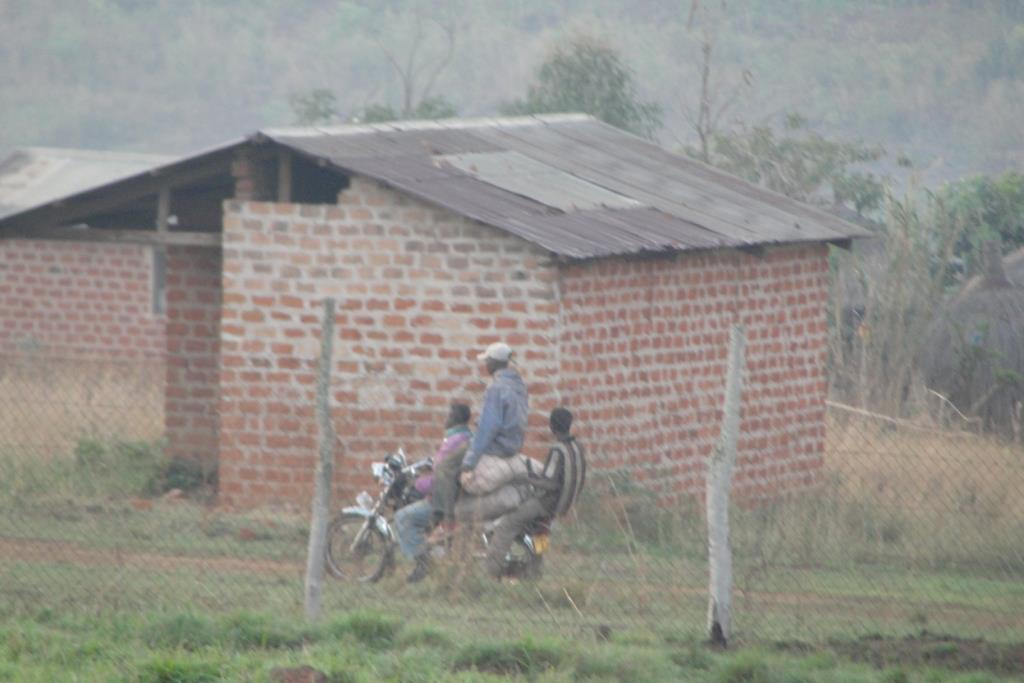
Orpailleurs artisanaux transportant du minerai à motocyclette.

La mine de Geita est une mine à ciel ouvert d'or située au Tanzanie. Elle a ouvert en 2000.